# 100 ngày bên em
100 ngày bên em là một phim điện ảnh Việt Nam của đạo diễn Vũ Ngọc Phượng được phát hành ngày 25 tháng 4 năm 2018. Phim với sự tham gia của các diễn viên Jun Phạm, Khả Ngân, B Trần, Gin Tuấn Kiệt, Tam Triều Dâng, NSƯT Mỹ Uyên, NSƯT Chiều Xuân.

## Diễn viên
- Jun Phạm vai Nhật Minh
- Khả Ngân vai Ánh Dương
- B Trần vai Lê Huy
- Gin Tuấn Kiệt vai Minh Sơn
- Tam Triều Dâng vai Thu Nga
- NSƯT Mỹ Uyên vai mẹ Ánh Dương
- NSƯT Chiều Xuân vai mẹ Lê Huy
- Và một số diễn viên khác

## Nội dung
Chuyện phim 100 ngày bên em xoay quanh Ánh Dương (Khả Ngân) - một vlogger nổi tiếng, trẻ trung, và xinh đẹp trên trên mạng xã hội với cuộc sống khiến bao người phải ghen tỵ.
Cô gái chuẩn bị tổ chức đám cưới trong mơ với chàng bạn trai đại gia Lê Huy (B Trần). Nhưng khi đang đắm chìm giữa niềm hạnh phúc, Ánh Dương bỗng suy sụp khi phát hiện ra khối u não, rồi bị người yêu ruồng bỏ.
Để lấp vào vị trí chú rể còn trống trong đám cưới sắp sửa diễn ra, nữ vlogger đành tìm đến người bạn cũ Nhật Minh (Jun Phạm). Vốn là một game thủ danh tiếng, anh nay chỉ là kẻ vô công rỗi nghề, ăn bám vợ chồng cậu em trai Minh Sơn - Thu Nga (Gin Tuấn Kiệt - Tam Triều Dâng).
Giống như Ánh Dương, Nhật Minh cũng đang “gần đất xa trời” bởi căn bệnh ung thư cột sống. Từ bản “hợp đồng hôn nhân” đôi bên cùng có lợi, cả hai dần nảy sinh tình cảm. Song, cái chết luôn hiện hữu khi bệnh tình của họ ngày một xấu đi.

## Phát hành
Bộ phim được phát hành ngày 25 tháng 4 năm 2018 trên các rạp chiếu phim toàn quốc. Ngoài ra, 100 ngày bên em còn được chiếu tại Cánh Diều Vàng và Liên hoan phim quốc tế Hà Nội.

## Nhạc phim
| STT              | Nhan đề                    | Sáng tác         | Thể hiện            | Thời lượng |
| ---------------- | -------------------------- | ---------------- | ------------------- | ---------- |
| 1.               | "Cứ yêu đi" ()             | Hứa Kim Tuyền    | Hòa Minzy, Đức Phúc | 4:45       |
| 2.               | "Một ngày hay trăm năm" () | Hứa Kim Tuyền    | Văn Mai Hương       | 4:47       |
| 3.               | "Đôi lời"                  | Hoàng Dũng       | Jun Phạm            | 4:02       |
| Tổng thời lượng: | Tổng thời lượng:           | Tổng thời lượng: | Tổng thời lượng:    | 13:34      |

## Đón nhận

### Phòng vé
Bộ phim gặp phải trở ngại khi công chiếu cùng thời điểm với bộ phim Avengers: Cuộc chiến vô cực. Một số bình luận cho rằng phim đã chọn sai thời điểm khiến doanh thu phòng vé không tốt.

### Đánh giá chuyên môn
Bộ phim được báo Zing.vn đánh giá 7/10, đây là một số điểm khá cao vì tờ báo này chấm điểm phim vô cùng khắt khe. Tờ báo này cho rằng 100 ngày bên em có câu chuyện đậm nét trẻ trung và kịch bản dễ xem dù còn nhiều lỗ hổng.
| “                       | Kịch bản của 100 ngày bên em thực tế không quá mới mẻ, nhưng vẫn dễ dàng dẫn dắt khán giả qua nhiều cung bậc cảm xúc khác nhau. Nhiều chi tiết hài hước tinh tế và trẻ trung xuất hiện hợp lý xuyên suốt quá trình tổ chức đám cưới của Nhật Minh và Ánh Dương. Từ hậu trường chụp ảnh “không như mơ” cho tới những lời thề ước sến sẩm đều mang tới tiếng cười hiệu quả. | ” |
| — Hạ Tuyết, Báo Zing.vn | |   |

Báo VnExpress dành nhiều lời khen cho bộ phim. Nhưng, tờ báo cũng chỉ ra khuyết điểm của phim ở nhân vật Lê Huy và cách tạo hình nhân vật bị bệnh nặng.
| “                          | Lối chuyển cảnh gọn gàng, bối cảnh đẹp, tông màu ngả vàng ấm khi đôi trẻ dần thân thiết lôi cuốn khán giả vào chuyện tình. Điểm xuyến là những câu đùa khá duyên nhưng được tiết chế hơn so với phim trước của Vũ Ngọc Phượng - 12 chòm sao: Vẽ đường cho yêu chạy. Ở nửa cuối, phim có chút sướt mướt kiểu Hàn Quốc nhưng tránh được lối mòn nhân vật bi lụy quá mức. Bài hát Một ngày hay trăm năm của Văn Mai Hương tô điểm cho cảm xúc ở đoạn này ... Điểm trừ của phim nằm ở nhân vật Lê Huy được khắc họa mờ nhạt. Chàng thiếu gia do B Trần thủ vai giống như "người chứng kiến" câu chuyện với tâm lý không rõ ràng. Ngoài ra, ê-kíp còn hơi "nhẹ tay" trong việc hóa trang, tạo hình nhân vật mắc bệnh nặng, khiến cao trào chưa được đẩy lên cao hơn. | ” |
| — Ân Nguyễn, Báo VnExpress | |   |

Giống như VnExpress, Báo Tuổi Trẻ cũng nhận xét tích cực về 100 ngày bên em. Song, họ lại cho rằng phần kịch bản cuối phim rối rắm, dài dòng.
| “                          | Những người trẻ trong phim của Phượng dù được xây dựng trên nền câu chuyện ra sao, bi hay hài đều khiến khán giả tin rằng đó là những nhân vật có thật, với lối sống, lối suy nghĩ, cách hành xử, nói năng không màu mè, kịch nghệ. Nó khác biệt với sự sáo rỗng, tô vẽ, của những nhân vật trẻ trong các bộ phim cùng khai thác chung một đề tài giống anh. Đó là cái giỏi của Vũ Ngọc Phượng, là chất riêng của anh. Nhưng 100 ngày bên em, từ 20 phút cuối phim phim trở về sau lại lộ ra những rối rắm trong khâu xử lí kịch bản. Đây là điều tiếc nuối lớn nhất, vì lẽ ra bộ phim có thể làm gọn gàng không dài dòng thừa thãi với những trường đoạn không đẩy cảm xúc của người xem lên hơn được nữa, trái lại làm cho nhân vật uỷ mị đi một cách không cần thiết. | ” |
| — Minh Trang, Báo Tuổi Trẻ | |   |

### Giải thưởng và đề cử
| Năm  | Giải thưởng                        | Hạng mục                                    | Đề cử cho                               | Kết quả   | Chú thích |
| ---- | ---------------------------------- | ------------------------------------------- | --------------------------------------- | --------- | --------- |
| 2019 | Ngôi Sao Xanh 2018                 | Phim điện ảnh hay nhất                      | 100 ngày bên em                         | Đề cử     | [ 8 ]     |
| 2019 | Ngôi Sao Xanh 2018                 | Nam diễn viên điện ảnh xuất sắc nhất        | Jun Phạm                                | Đề cử     | [ 8 ]     |
| 2019 | Ngôi Sao Xanh 2018                 | Nữ diễn viên điện ảnh xuất sắc nhất         | Khả Ngân                                | Đề cử     | [ 8 ]     |
| 2019 | Ngôi Sao Xanh 2018                 | Nam diễn viên điện ảnh được yêu thích nhất  | Jun Phạm                                | Đề cử     | [ 8 ]     |
| 2019 | Ngôi Sao Xanh 2018                 | Nữ diễn viên điện ảnh được yêu thích nhất   | Khả Ngân                                | Đề cử     | [ 8 ]     |
| 2019 | WeChoice Awards 2018               | Phim điện ảnh được yêu thích                | 100 ngày bên em                         | Đề cử     |           |
| 2019 | Cánh Diều Vàng 2018                | Phim truyện điện ảnh xuất sắc               | 100 ngày bên em                         | Đề cử     | [ 1 ]     |
| 2019 | Cánh Diều Vàng 2018                | Đạo diễn xuất sắc nhất phim truyện điện ảnh | Vũ Ngọc Phượng                          | Đề cử     |           |
| 2019 | Giải thưởng Làn Sóng Xanh 2018     | Ca khúc nhạc phim được yêu thích nhất       | Văn Mai Hương – "Một ngày hay trăm năm" | Đề cử     |           |
| 2019 | Liên hoan phim Việt Nam lần thứ 21 | Bông sen vàng cho phim truyện điện ảnh      | 100 ngày bên em                         | Đề cử     | [ 9 ]     |
| 2019 | Liên hoan phim Việt Nam lần thứ 21 | Giải Ban giám khảo cho phim truyện điện ảnh | 100 ngày bên em                         | Đoạt giải | [ 9 ]     |
| 2019 | Liên hoan phim Việt Nam lần thứ 21 | Nữ diễn viên phim truyện điện ảnh           | Khả Ngân                                | Đề cử     | [ 9 ]     |